# 构扒镇
构扒镇，是中华人民共和国陕西省安康市白河县下辖的一个乡镇级行政单位。
2015年，陕西省民政厅批复同意将茅坪镇黑龙、纸坊2个村划归构扒镇。

## 行政区划
构扒镇下辖以下地区：
高庄社区、凉水村、家扒村、玉门村、东坡村、黑龙村和纸坊村。